# Константин Чарторыйский
Константин Чарторыйский (пол. Konstanty Czartoryski, укр. Констянтин Чарторийський; ум. между 1388 и 1392) — государственный и военный деятель Великого княжества Литовского, основатель рода Чарторыйских. Был сыном Кориата или Ольгерда, внуком Гедимина. Согласно современному польскому историку Яну Тенговскому, первое более вероятно. Его двоюродным братом по отцу был Ягайло.

## Биография
Участник битвы на Синих Водах в 1362 году. Возглавлял одну из дружин в битве Ольгерда с золотоордынским войском. Победа в этой битве над войсками ханов Подольского и Крымского улусов Хаджибея и Кутла-Буги позволила Кориатовичам получить во владение Малое Подолье, которое перешло к Константину Кориатовичу. Вместе с Брацлавщиной, которой уже владел Константин, оно образовало Подольское княжество, где Константин стал первым князем. Константин также был князем черниговским и северским.
Константин Кориатович стал непосредственно вассалом великого князя литовского.
После 1362 года Константин Кориатович держал столицу в Смотриче. Летописец отметил, что Подольская земля (Малое Подолье), сильно разорённая баскаками и атаманами, пребывала в состоянии упадка, многие города пришлось строить заново. Во времена правления князя Константина Кориатовича (1380 — до 1388/1392) в Подольском княжестве чеканилась собственная монета, известная из исторических источников как «Подольский полугрошик». На монетах Константина был изображен — Георгий Победоносец (герб рода Корятовичей и герб венгерских королей из династии Анжу). На ранних монетах была надпись на латыни: «Константин князь, помещик и хозяин Смотрича», на более поздних — «Константин князь, помещик и хозяин Подолья».
Заинтересованный в присоединении Подолья, польский король Казимир III, согласно Супральской, Слуцкой и другим летописям, в 1344 году предложил подольскому князю Константину Кориатовичу заключить брак с одной из своих дочерей — Кунегундой. Однако Константин не захотел переходить из православия в католическую веру и переговоры закончились безрезультатно.
Летописец специально отметил верность князя Константина Кориатовича православию, так как другие Кориатовичи не были такими твердыми.
Агрессия короля Казимира III в августе-ноябре 1349 года закончилась захватом Галицкой земли и большей части Волыни. Чтобы не потерять своего княжества, Константин Кориатович присягнул польскому королю.
Константин после заключения Кревской унии в 1385 году перебрался в Венгрию, где и скончался.
У князя Константина было три сына:
- Глеб Константинович Чарторыйский — князь северский, погиб при защите Вильно в 1399 г.
- Григорий Константинович Чарторыйский
- Василий Константинович Чарторыйский